# Romel Guzamana
Romel Edgardo Guzamana (Puerto Ayacucho, Estat Amazones, Veneçuela; 15 de novembre de 1977) és un polític veneçolà i actual diputat a la Assemblea Nacional de Veneçuela, pels estats Amazones i Apure. Guzamana és el primer diputat d'oposició al govern de Nicolás Maduro triat pels pobles indígenes del sud de Veneçuela.

## Carrera
Segons l'Instituto Venezolano de los Seguros Sociales, Guzamana treballa per a la governació d'Amazones i, a partir juliol de 2015, per a l'alcaldia del municipi Atures, a l'estat Amazones. Guzamana també s'ha exercit com a coordinador general de la Confederació Indígena Bolivariana d'Amazones (COIBA).
Va ser elegit com a diputat a l'Assemblea Nacional Representació Indígena Regió Sud per al període 2016-2021 per la coalició de la Mesa de la Unidad Democrática (MUD). El 5 de gener de 2016 es le desincorporó de l'Assemblea al costat de Nirma Guarulla i Julio Ygarza, diputats també electes per l'estat Amazones, com a mesura de l'oposició perquè el Tribunal Suprem de Justícia declarés el cessament del desacatament en l'hemicicle.
El 9 de novembre de 2017 va donar a conèixer la seva decisió de sortir de la MUD al considerar que la coalició s'havia de reorganitzar i tenir en compte als partits petits. L'11 de gener de 2018 va demanar a la nova directiva de l'Assemblea Nacional la reincorporació al seu curul perquè el Tribunal Suprem de Justícia (TSJ) no va tenir proves de l'acusació de compra de vots en les eleccions parlamentàries de 2015, la seva incorporació va ser aprovada temps després, i torna a Voluntad Popular.